# 卡丽·戈德堡
卡丽·安·戈德堡 （1977年8月10日—） 是一位专门从事性犯罪案件辩护的美国律师，她成立了一家律师事务所CA Goldberg PLLC。她曾经着手的案件有：哈维·温斯坦性侵案、前民主党国会议员凯蒂·希尔艳照门、作家艾玛·克莱恩抄袭案等。她代理的普通人的案件大都属于复仇式色情、亲密伴侣暴力和网络虐待等。虽然客户名不见经传，但案件总能引起全美媒体的关注。
戈德堡反对美国通信规范法案(CDA)第230条，该条法案免除互联网对其用户行为的责任。她针对软件Grindr提起的诉讼就以230条法案为由被驳回。同时，她还批判纽约市教育局对于学生性暴力报告的漠视，并为这些学生力争合理权利。
戈德堡曾经历过严重的性暴力，这也促使她在 2014 年成立了自己的律师事务所，致力于为同样遭受性暴力的受害者辩护。在此之前，她与纳粹大屠杀幸存者一起工作了几年，主要从事财产法和监护法方面的工作。2019年，她出版了小说《无人受害》，其中主要讲述了她的律师事业和生活经历。该书还讲述了“精神病患者、跟踪狂、变态和键盘侠”等人群实施的性暴力案例。

## 早年生活和教育经历
戈德堡在华盛顿州的阿伯丁市长大，家里有四个兄弟姐妹，她是老二。 1995 年她从阿伯丁高中毕业。她的父亲经营着一家家具店，并重振当地一家造纸厂；她母亲在怀孕之前为当地报纸写讣告。 戈德堡的祖母生于 20世纪10年代，是一名口腔卫生学教授。戈德堡的衣柜里还收藏了很多她祖母的古着衣裳。 
戈德堡小时候发起了一项名叫蒙面妈妈的商业计划——在常青州立大学售卖用布娃娃头制成的暴女风胸罩。当她和朋友一起写高中年鉴时，她因为写男体育生的梦文而惹上了麻烦。有一次她送朋友去参加汽车旅馆聚会时，朋友被下毒，在失去意识的状态下被强奸，这件事让她迅速成长。 
上大学之前，戈德堡想成为一名作家。她在瓦萨学院学习时，与一位教授恋爱成家，后来离婚。当时，有一首流行朋克歌曲就是为她写的。一个暑假，戈德堡在她父亲的工厂工作，遭受了职场性骚扰，这导致她患上了饮食失调症。严重到要住院治疗，并从瓦萨学院休学了一个学期。 最后她1999年毕业于英语专业，获得学士学位。 :99

## 职业
戈德堡最为人知的就是在打击复仇色情片方面的成就。但她作为律师的业务也很广泛，她跟进的案件内容包括性勒索、网络骚扰、 网络跟踪狂、亲密暴力、 以及强奸案件。 她还接手未成年人客户的案件。 戈德堡在《今日心理学》的采访中说，她的客户有一个共同点：他们对自己的身体、隐私和名誉的掌控权好像被人夺走了。 2019年她在接受杂志《The Cut》的采访中解释到：因为她接手案件的敏感性，她需要和客户建立信任感，所以她拒绝“传统的律师与客户的关系”。她律所的员工有很多是她以前的客户； 比如她的客户关系经理诺玛·巴斯特，曾因为男友发布了针对她的复仇色情片而向戈德堡求助。 
戈德堡专注于民法，但她的律师事务所也承担一些刑事案件、民事保护令、监管互联网内容滥用等。 戈德堡建议遭受复仇色情和网络虐待的人保留犯罪证据，而不是删除它。 她认为受害者应该首先向托管内容的网站报告滥用行为，然后联系警察或根据教育法修正案第九条在学校寻找协调员。如果都无法解决，请寻求法律援助。律师可能会协助发送停止和终止信函、数字千年版权法案(DMCA) 删除通知，并取消搜索引擎的索引请求。 

### 事业早期
戈德堡于1999 年搬到纽约。那时，与她共事的基本都是纳粹大屠杀的幸存者；2003年，她开始在夜校布鲁克林法学院攻读法律专业，于2007年毕业，顺利获得法学博士学位。 :99–109在这期间，她也参与了很多工作。作为一名律师，她为面临驱逐的租户辩护，然后再实施监护法。作为维拉司法研究院的法律服务主任， 戈德堡主要代理老年人，帮助客户在临终关怀方面的实现愿望。 
在采访中，戈德堡曾表示，她最初成立自己的律师事务所 CA Goldberg PLLC，就是因为她遭受了前男友的骚扰，她称其为“病态前男友”。 在她的书籍《无人受害》的最后一章中，她描述了骚扰的具体细节。2012 年的几个月内，她经历了药物迷奸、被医生暴力殴打性侵、被按摩师性侵、约会性侵等。2013 年，她又遇到了她的“病态前男友”；分手后，他对她不断骚扰，手段包括辱骂、企图闯入家里，轻率诉讼、向法官和法院工作人员发送戈德堡色情图片、联系她的家人和前男友，揭底她被医生强奸这件事等等。 :211–218
站在爱尔兰戈尔韦湾的悬崖上，戈德堡曾萌生过自杀的念头，但她决定再给自己一年的机会，尝试改变自己的生活。 :211–218由于她的处境涉及家庭暴力、版权、互联网等领域，她找不到一位律师能够在这么多领域帮助到她，于是戈德堡决定成为自己的律师。 多亏之前在假期打工，她在 2014 年创办律师事务所时有 3000 美元的启动资金。她在布鲁克林租了一间小办公室，建立了一个网站，并以极划算的价格支付了电话和互联网费用。 

### 处理过的著名的案例

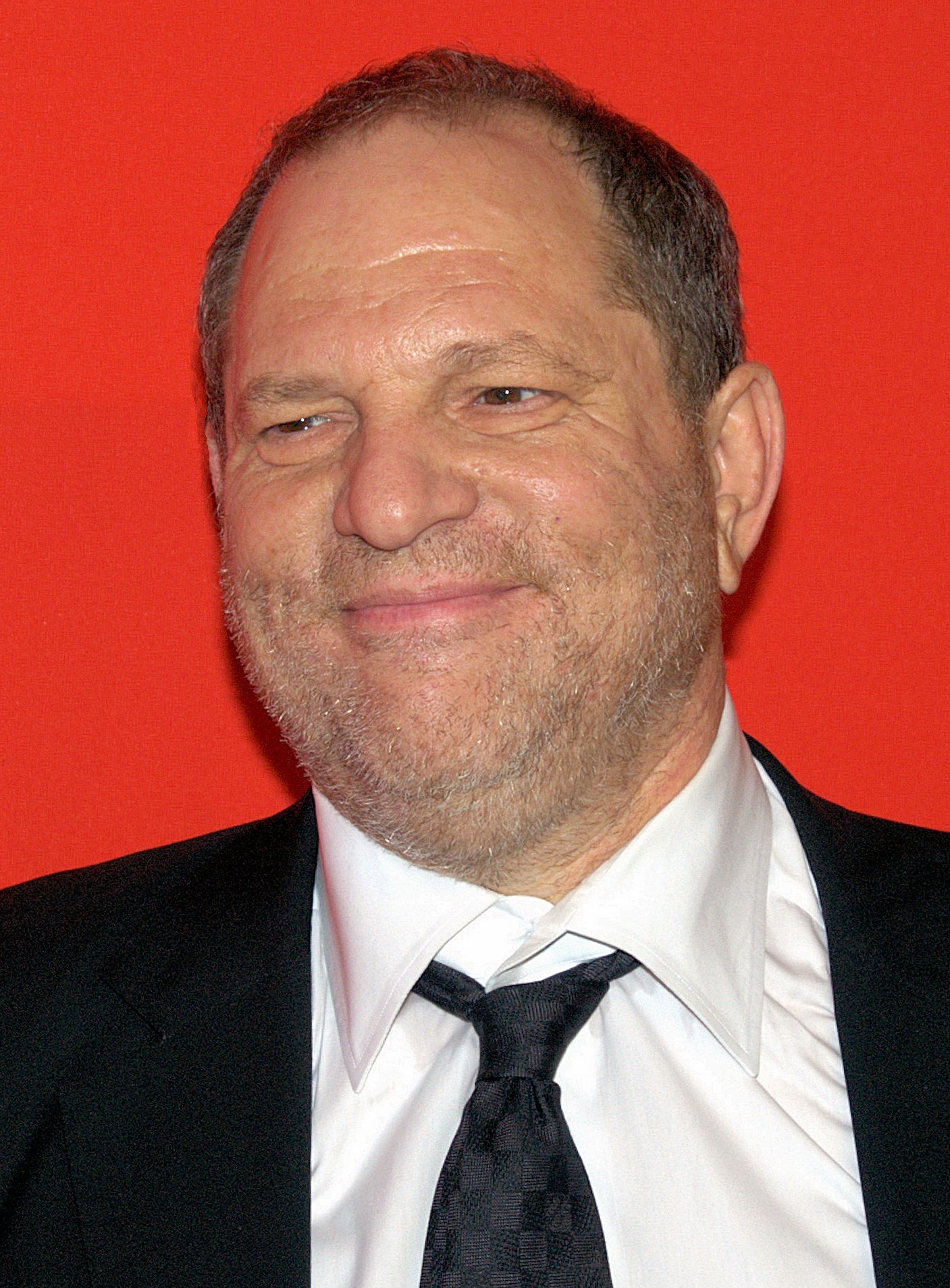
电影制片人哈维·温斯坦所犯的性暴力案中，戈德堡代表一些受害者。

戈德堡为五名在哈维·温斯坦性侵事件中的受害者辩护。在露西亚·埃文斯的案件中，其证据促使纽约县地方检察官决定对温斯坦提起诉讼，:203并让警方撤销对埃文斯的指控。温斯坦最终涉及到了 100 多起案件中的性暴力行为，并于 2020 年被判处 23 年刑期。 温斯坦性侵案的公开造成了“温斯坦效应”，人们揭露了著名人物的性暴力故事，并推进了全球范围的#MeToo 运动。 当时戈德堡自己还面临对一名未成年男孩实施性暴力的指控，她还为温斯坦案的原告之一艾莎·阿基多担任律师。 最终该案以 380,000 美元的价格达成和解。 

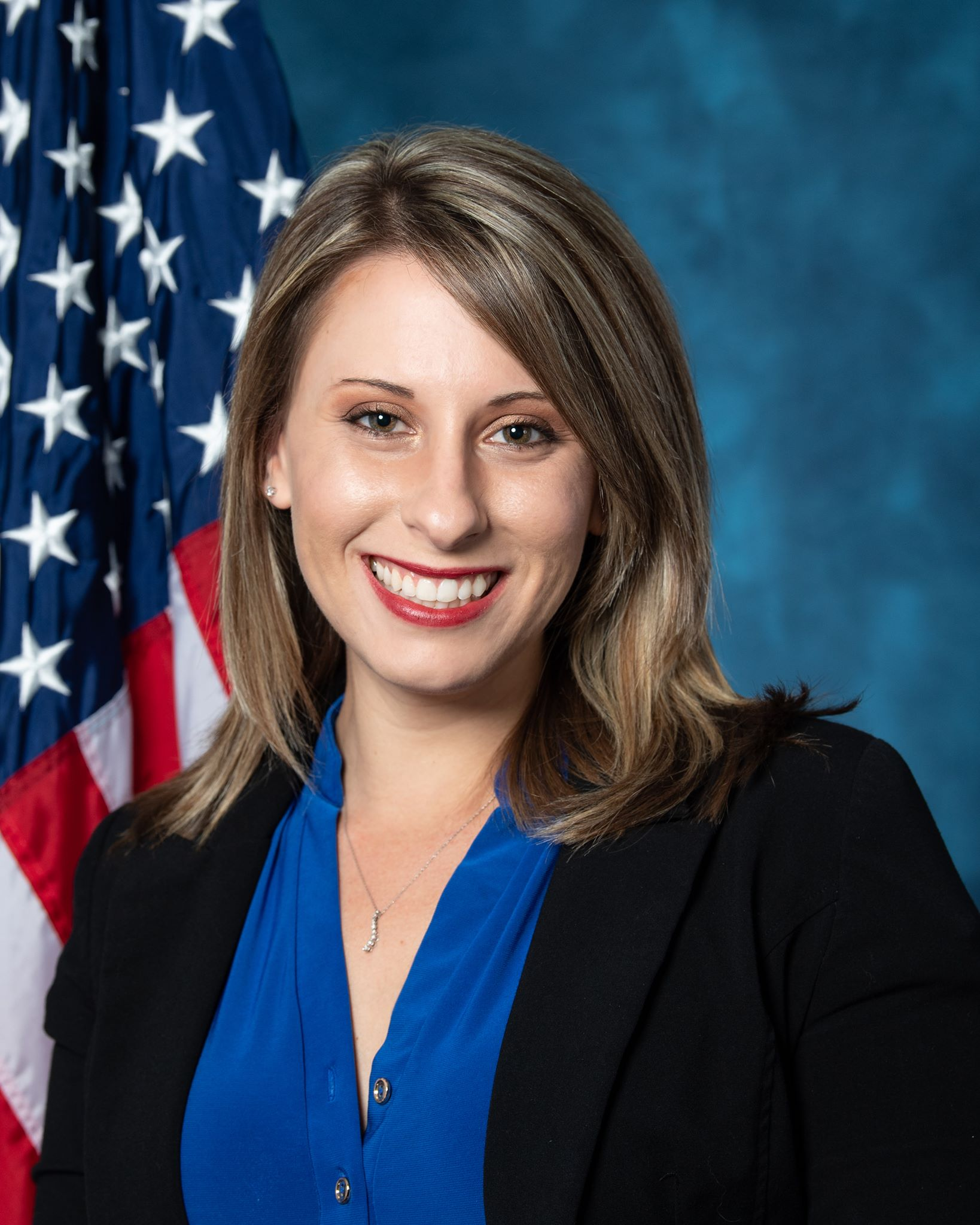
戈德堡作为政客凯蒂·希尔的律师，帮助她起诉《每日邮报》和RedState发布她的裸照。遗憾的是最终败诉了。

英国小报《每日邮报》和美国保守派博客RedState发布了美国民主党国会议员凯蒂·希尔的裸照。希尔认为是前夫将图片泄露给媒体，于是她对这些出版社、获取这些图像的记者以及她的前夫提起诉讼，戈德堡跟进此案。虽然这些图片涉及与竞选工作人员的不正当关系、吸毒和类似白人至上主义符号的纹身，但是戈德堡认为这些点都不必提起，因为信息内容可以通过文本和其他图像传达。法官根据反SLAPP立法在程序的早期驳回了此案，并命令希尔支付被告的费用。 
戈德堡也曾代理过作家艾玛·克莱恩。她被前男友查兹·里茨·莱奥洛起诉抄袭。克莱恩反诉前男友在他们的关系期间实施身体和情感虐待。对方的律师回复了一封信，其中详细说明了克莱恩所谓的性历史，包括其裸照。戈德堡认为这一行为“不恰当且荒谬”，因为这让她的客户可以在和解诉讼与允许公开发布索赔和性图片之间做出选择。抄袭案后来被驳回。 
马修·赫里克对一款男同性恋者使用的社交平台 Grindr提起诉讼，戈德堡作为他的律师来辩护这个案件，但未获成功。赫里克的前任奥斯卡·胡安·卡洛斯·古铁雷斯在 Grindr 上冒充了他，提供了他的位置并说他想要暴力强暴幻想性行为，还称自己是艾滋病患者并且对冰毒上瘾。其他约会应用程序都禁止古铁雷斯进入他们的平台，但 Grindr 没有。在古铁雷斯被捕之前的一年，有超过1000名男子被引诱到赫里克的家中。戈德堡和赫里克以疏忽为由起诉 Grindr，但法官裁定，根据《通信规范法》 (CDA)第 230条，平台无需承担责任。第二巡回上诉也被拒绝。 :33–54
戈德堡与玛吉·麦克莱奇一起代表了一位各户。她的前夫是一名美国法警局官员。该官员的第二任妻子诬陷麦克莱奇骚扰和跟踪她并招揽男人强奸她。 NBC 、华盛顿邮报、人物和野兽日报报道了前夫对戈德堡客户的索赔，并导致她被非法监禁 88 天。她在 2017 年被无罪释放，第二任妻子入狱。 2021 年，这名妇女从加利福尼亚州阿纳海姆市和解，该官员被捕。 

### 书籍
戈德堡的书籍《无人受害：与神经病、追踪狂、变态、 键盘侠的抗争》于 2019 年 8 月由 Plume 出版社出版。 里面描述了她参与过的一些案例，比如赫里克诉软件Grindr案、温斯坦性侵案、冒充女友的前伴侣，来骚扰她的男子、以虚假借口被迫观看色情内容的妇女，以及在互联网上被成年人强奸或性勒索的儿童。戈德堡还讲述了她在性暴力方面的经历，包括她创办律师事务所的动机，以及其处理过的案件。 

### 政治活动
戈德堡在许多州都参与了制定反色情报复立法的活动。 例如，她参与了一项纽约法案的制定，于2019年通过，该法案将复仇色情定为犯罪； 此条法案禁止未经当事人同意散布私密影像，并蓄意以此伤害他人。戈德堡还支持ENOUGH法案，意在终止未经当事人同意，在网络发布图片，骚扰他人。但遗憾的是联邦法律最终未能通过该条法案。 
戈德堡参与了许多家庭暴力和性暴力有关的非营利性组织和工作小组。她是网络民权倡议的董事会成员。 2016 年，她应邀参加了一场关于校园性侵犯的白宫会议。 她的作品曾在《华盛顿邮报》和《Elle》杂志上发表。 

### 电视节目
戈德堡是美剧《十三个原因》（2017-2020 年）的剧集顾问。该剧设置在一所高中，剧情围绕一名学生自杀身亡展开。 她还在第二季幕后特别节目“超越原因”的制作小组中。 2017 年， 综艺杂志报道称， CBS Studios和索尼影视电视计划将戈德堡的生平和事业制作成电视剧。 

## 观点
2019 年，戈德堡告诉女士杂志，她认为技术并非“天生有害”，但其匿名性“会放大施暴者造成的影响，永存且产。“她批评执法部门未能调查或了解网络犯罪的严重性。 在接受《卫报》采访时，戈德堡还对法学院做出评论，称如果课程设置没有将互联网法律作为一门单独的课程来教，而是将其融入每门课程，那法学院对学生的教育就是不到位的。 
戈德堡反对美国通信规范法(CDA)第230条，因为该条法案免除网站对第三方的责任。戈德堡认为，该法律自20世纪90年代推出以来影响广泛，这段时间里，互联网也迅速发展。 :44–45她说，这是“一项可耻的陈旧法律，需要重新思考是否可行”。因为该条法案允许网站“任虐待行为肆意乱行，”网站还不用对其负责。 她认为法律没有激励互联网公司“建立起基本的安全功能”。 戈德堡为改革第 230 条款而发起抗议； 她告诉《麻省理工科技评论》，她希望看到这条法案被“根除”。 在 2021 年的国会听证会上，她终于等到了这一刻。 
戈德堡指责电子前哨基金会给科技巨擎公司做说客，并庇护骚扰者、跟踪者和滥用者的在线活动。 但基金会回应称她对第 230 条的描述“过于简单化”，并将戈德堡的一项诉讼描述为对言论自由“危险控制”。 
她还批评纽约市教育局未能保护和照顾在学校遭到性侵犯的非洲裔美国女学生。 

## 个人生活
戈德堡喜欢跑步、参观博物馆。 
2019年2月，她与专门为黑客辩护的律师Tor Ekeland订婚；两人曾在赫里克诉软件Grinder案中合作。 

## 延伸阅读
- Mulkerrins, Jane. . The Times. 2019-08-14  [2022-12-28]. （原始内容存档于2019-08-16）.